# Ježov, Pelhřimov
Ježov là một làng thuộc huyện Pelhřimov, vùng Vysočina, Cộng hòa Séc.